# 缪公馆
缪公馆即缪斌故居，位于中国江苏省无锡市梁溪区中山路与解放南路交叉口北侧、新生路7号（原无锡县南城门内），由无锡实业建筑事务所江应麟设计建造于民国二十一年（1932年），抗战期间曾用作日本特务机关，后被国民政府作为敌产没收，1949年后相继作为无锡县第一招待所、无锡市旅游局等，今为柒号公馆花园酒店和无锡国旅。
建筑采用中西合璧的风格，外由青砖所砌高墙围护，南侧开设拱形铸铁镂花大门，入门迎面为太湖石所垒砌的“五松坛”（仿泰山五大夫松），院内主楼为五开间两层（其中底层居中为三间大厅，后出一间暖阁），以红砖砌筑，外部以水泥堆花罗马立柱分隔，柱子顶部饰有绶带嘉禾纹浮雕，腰线饰有蝙蝠和团寿纹浮雕，屋顶及壁炉烟囱口则均呈中式庑殿顶，其上覆以红洋瓦。内部装修大量使用柚木（门窗、地板和楼梯等），石膏饰花泥幔平顶。主楼南侧为太湖石假山群，东侧为门房、辅房等附属建筑。